# Iugoslavismo

Bandeira do Reino da Iugoslávia

Bandeira civil da República Federal Socialista da Iugoslávia. Após o colapso da Iugoslávia nos anos 90, esta bandeira continuou sendo um símbolo popular da Iugoslávia.

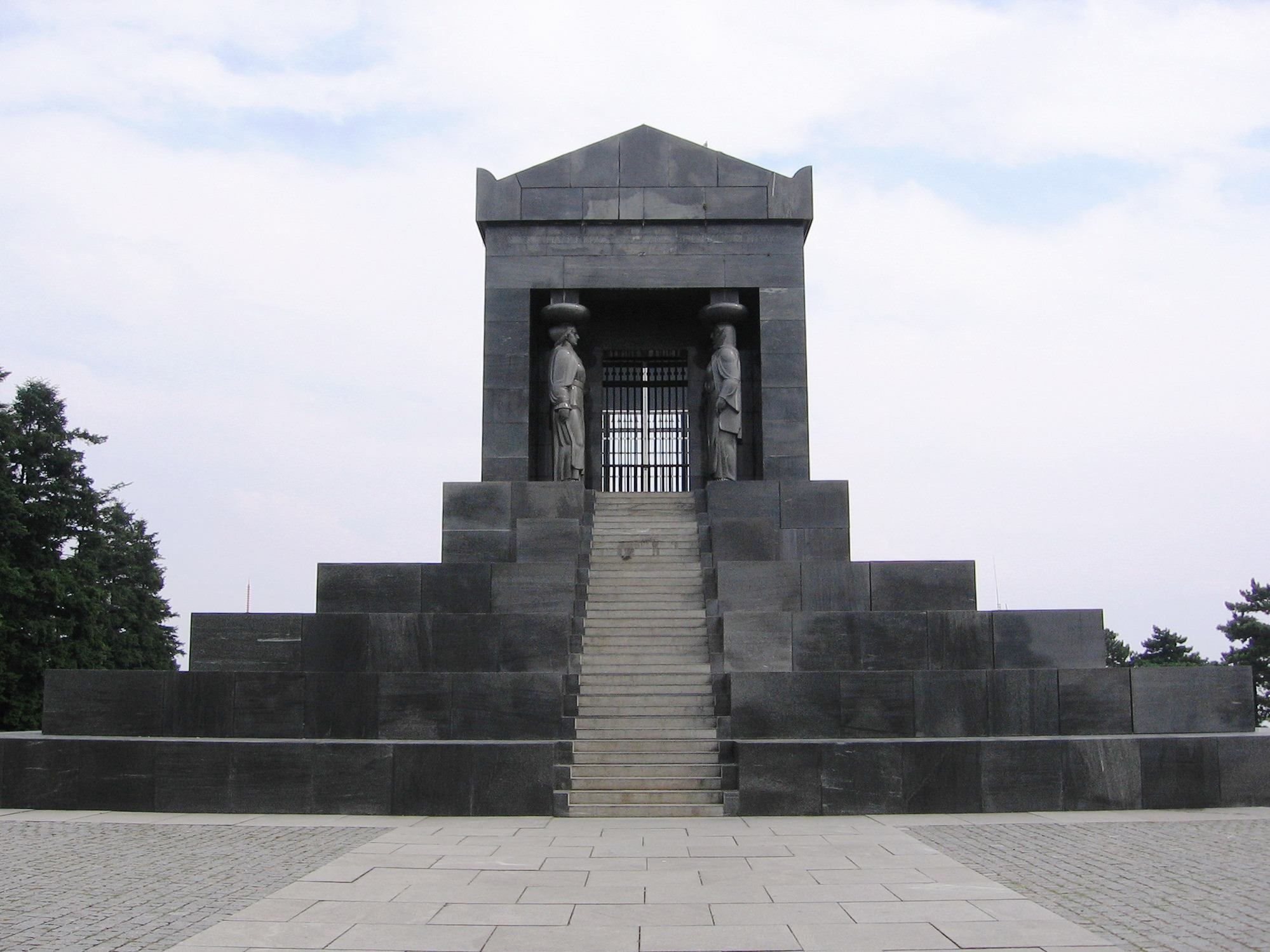
Monumento ao herói desconhecido na montanha de Avala perto de Belgrado, um monumento para os iugoslavos caídos nas guerras dos Bálcãs e na Primeira Guerra Mundial, projetado pelo famoso escultor croata Ivan Meštrović.

Iugoslavismo (em servo-croata:  Југославизам / Jugoslavizam; em esloveno:  Jugoslavizem) refere-se aos movimentos sindicalistas, nacionalistas ou patriotistas associado aos eslavos do Sul/iugoslavos e à Iugoslávia. O iugoslavismo defende a união de todos os territórios povoados por sul-eslavos que agora compõem a Bósnia e Herzegovina, a Croácia, o Montenegro, a Sérvia (e a disputada região do Kosovo), a Eslovênia, a Macedônia do Norte e, para alguns, como Ivan Meštrović, a Bulgária. Tornou-se uma poderosa força política durante a Primeira Guerra Mundial com o assassinato do arquiduque Francisco Ferdinando da Áustria pelo militante iugoslavo Gavrilo Princip e a subsequente invasão da Sérvia pela Áustria-Hungria. Durante a guerra, o Comitê Iugoslavo, composto por emigrantes eslavos do sul da Áustria-Hungria (incluindo doze croatas, três sérvios e um esloveno), apoiou a Sérvia e garantiu a criação de um Estado iugoslavo. Em 1 de dezembro de 1918, o rei Pedro da Sérvia proclamou o Reino dos Sérvios, Croatas e Eslovenos, comumente conhecido como "Iugoslávia". Durante o período iugoslavo, uma identidade iugoslava (a "nação iugoslava", Jugoslovenska nacija) foi propagada.

## Contexto
Processos como a ascensão do nacionalismo na Europa, a ascensão do nacionalismo no Império Otomano, a unificação italiana e a unificação alemã foram eventos proeminentes no século XIX, que influenciaram os eslavos do Sul também, pois suas línguas maternas compartilhadas pertencem à uma mesma família de línguas estreitamente relacionadas. Isto, junto com a história compartilhada por esses povos, levou alguns a exigir uma unificação dos sul eslavos semelhante àquela que ocorreu com os italianos e alemães; no entanto, nesse caso havia obstáculos políticos maiores, uma vez que não havia um Estado soberano dos eslavos do sul até o fim da Revolução Sérvia (com esses povos estando sob domínio otomano ou dos Habsburgos). Apenas com o fim da Primeira Guerra Mundial a Croácia e a Eslovênia, regiões mais desenvolvidas dos eslavos do sul, romperam com o domínio da Áustria-Hungria.
Havia também nacionalistas étnicos que endossavam o iugoslavismo como um meio para alcançar a unificação de sua etnia. Depois de 1878, os nacionalistas sérvios fundiram seus objetivos com os iugoslavos, emulando o papel principal do reino da Sardenha e do Piemonte no Risorgimento da Itália, alegando que a Sérvia buscava não apenas unir todos os sérvios em um estado, mas que pretendia ser um equivalente eslavo do sul do Piemonte, unindo todos os eslavos do sul em um estado a ser conhecido como Iugoslávia. Nacionalistas croatas se interessaram pelo iugoslavismo como um meio para alcançar a unificação das terras croatas, em oposição à sua divisão sob a Áustria-Hungria, particularmente com o líder iugoslavo Strossmayer advogando isso como sendo alcançável dentro de uma monarquia iugoslava.  Nacionalistas eslovenos como Anton Korošec também endossaram a unificação iugoslava durante a Primeira Guerra Mundial, vendo-a como um meio de libertar a Eslovênia do domínio austro-húngaro.
O iugoslavismo também tinha apoio entre os búlgaros, mais notavelmente Aleksandar Stamboliyski. No entanto, nacionalistas búlgaros se ressentiram da anexação da Macedônia ao Reino da Sérvia em 1913, uma região que eles tentaram incorporar à Bulgária, e o governo búlgaro rejeitou uma unificação pan-sul-eslava liderada pela Sérvia. Durante a Primeira Guerra Mundial, a Bulgária lutou contra a Sérvia ao lado das Potências Centrais, que haviam prometido a Macedônia em troca de sua aliança. O golpe de Estado búlgaro de 1934 levou brevemente os pró-iugoslavos ao poder. Eles declararam sua intenção de formar imediatamente uma aliança com a França e de levar a Bulgária a uma Iugoslávia integral, mas isso não foi alcançado.
Alguns iugoslavistas afirmam que o sectarismo, as diferenças e os conflitos entre os povos iugoslavos são o resultado do imperialismo estrangeiro na história dos Bálcãs. Como resultado das divisões religiosas, o iugoslavismo evita conotações religiosas.
O iugoslavismo tem duas grandes divisões internas que historicamente dividem o movimento. Uma facção promove um Estado centralizado e a assimilação de todas as etnias em uma única nacionalidade iugoslava. Outra facção apóia uma federação descentralizada e multicultural que preservaria as identidades existentes enquanto promovendo a unidade, ao mesmo tempo em que se opõe à ideia de centralização e assimilação que eles consideravam que favoreceria uma hegemonia sérvia em vez de uma unidade iugoslava.

## Ascensão do iugoslavismo
O conceito do iugoslavismo surgiu pela primeira vez na década de 1830, com a criação do movimento ilírio que baseava suas visões da identidade nacional do sul eslavo no ideal do despertar nacional da Revolução Francesa. O movimento ilírio foi formado por escritores croatas que enfatizaram os laços étnicos e linguísticos comuns entre os povos sul-eslavos como base para sua cooperação e eventual unificação política. O movimento ilírio estava centrado na Croácia e na política croata, acreditando que um renascimento croata era necessário antes do objetivo de longo prazo do movimento de unificação étnica e política dos eslavos do sul. Ljudevit Gaj, uma figura chave do movimento ilírio, declarou que os croatas e sérvios eram os dois principais subgrupos da nacionalidade eslava do sul ou "ilíria", que também incluía eslovenos, e habitantes eslavos da Bósnia e Herzegovina, da Bulgária e de Montenegro. Apesar de seus ideais pan-sul-eslavos, o movimento Ilírio era dominado por croatas de classe alta, originalmente com pouco apoio entre os sérvios, eslovenos ou outros povos eslavos.
Durante as Revoluções de 1848, o movimento Ilírio tornou-se uma força política forte no Império Austríaco, e defendia a cooperação entre croatas e sérvios para se opor ao domínio húngaro dos territórios povoados por sul-eslavos.
O conceito e o termo "iugoslavismo" foi fundado na segunda metade do século XIX por dois bispos católicos croatas: Josip Juraj Strossmayer, um político liberal de etnia mista croata-alemã; e Franjo Rački, ambos enfatizando o iugoslavismo como um patriotismo cultural supranacional para unir os eslavos do sul com base em origens comuns e laços culturais e espirituais. No entanto, tal como o movimento ilírio, o iugoslavismo de Strömmayer e Rački encontraram pouco apoio fora da Croácia. O iugoslavismo enfrentou forte concorrência de outros movimentos nacionalistas que buscavam unir os vários povos eslavos do sul, como o nacionalismo sérvio.  Inicialmente nacionalistas sérvios que estavam focados em lutar contra os turcos, não cooperaram com os iugoslavos, vendo pouco benefício em um movimento conjunto ou unificação com os croatas do Império Austro-Húngaro. No entanto, este período de não cooperação foi brevemente quebrado em meados dos anos 1860, quando Strossmayer e o ministro das Relações Exteriores sérvio Ilija Garašanin concordaram em trabalhar juntos para criar "um Estado iugoslavo livre da Áustria e da Turquia".
O iugoslavismo está relacionado a duas doutrinas contrastantes do século XIX: o pan-eslavismo que se concentrou na unificação e independência das nações eslavas dos governantes não eslavos, e o austroclavismo que apelava aos súditos eslavos da monarquia dos Habsburgos, dado que foi inventado para unificar os eslavos e servir os seus interesses dentro do Império Austro-Húngaro.
O conceito de iugoslavismo só se fortaleceu no início do século XX devido à falta de crença de que os eslavos do sul pudessem se unificar de maneira realista e da falta de um governo popular nos territórios povoados desses povos. O iugoslavismo começou a surgir com a derrubada da dinastia Obrenović na Sérvia em 1903 e a criação de um governo popular dentro de uma monarquia constitucional. Após a anexação da Bósnia e Herzegovina pela Áustria-Hungria, em 1908, o iugoslavismo ganhou apoio à medida que as múltiplas identidades eslavas do sul se viam como vítimas do imperialismo estrangeiro.
O famoso escultor croata Ivan Meštrović tornou-se um defensor do iugoslavismo e da identidade iugoslava depois que viajou para a Sérvia e ficou impressionado com a cultura sérvia. Meštrović criou uma escultura do herói lendário sérvio, o príncipe Marco, na Exposição Internacional de Roma de 1911 e, quando perguntado sobre a estátua, Meštrović respondeu: "Este Marco é o nosso povo iugoslavo com o seu coração gigantesco e nobre". Meštrović também escreveu poemas falando de uma "raça iugoslava". Aqueles que conheciam a opinião de Meštrović se referiam a ele como "O Profeta do Iugoslavismo".

 Em 1912, a erupção das guerras dos Bálcãs viu vários eslavos do sul se unirem contra o Império Otomano. Em 1913, intelectuais eslovenos publicaram um manifesto reconhecendo a existência de uma nação iugoslava e clamando por sua independência, declarando: 
 Como é fato que nós, eslovenos, croatas e sérvios, constituímos um grupo linguístico e étnico compacto, com condições econômicas semelhantes, e tão indissoluvelmente ligados por um destino comum em um território comum que nenhum dos três pode aspirar a um futuro separado, e em consideração ao fato de que entre os eslovenos, croatas e sérvios, o pensamento iugoslavo é ainda hoje fortemente desenvolvido, nós estendemos nossos sentimentos nacionais além de nossa fronteira para os croatas e sérvios ... Por isso todos nós nos tornamos membros de uma nação iugoslava unida. 

## Primeira Guerra Mundial e a criação da Iugoslávia

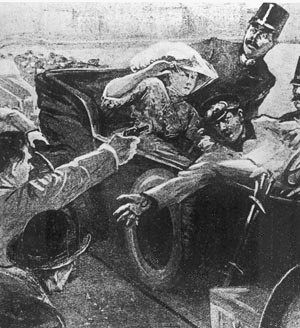
Representação do assassinato do arquiduque austríaco Francisco Ferdinando pelo militante sérvio-iugoslavo Gavrilo Princip

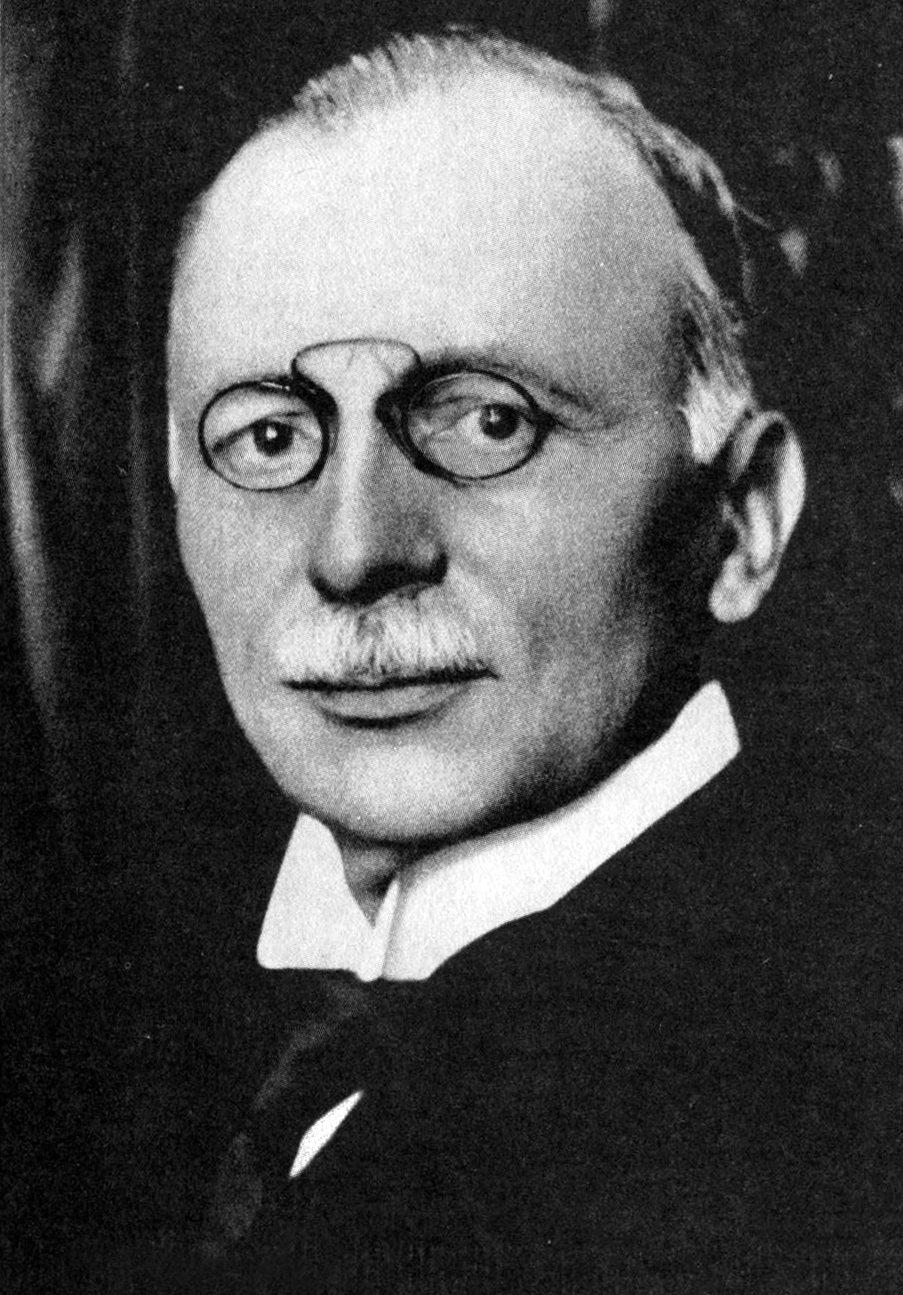
Ante Trumbić, o iugoslavo croata que liderou o Comitê Iugoslavo que defendia a criação da Iugoslávia independente durante a Primeira Guerra Mundial

O assassinato do arquiduque Francisco Ferdinando da Áustria pelo revolucionário iugoslavo Gavrilo Princip, um sérvio associado à Jovem Bósnia, um grupo composto principalmente de sérvios, mas também muçulmanos bósnios e croatas, marcou o início de uma atividade nacionalista militante pelos eslavos do sul contra o domínio austro-húngaro. Em seu julgamento em 1914, Princip declarou: "Eu sou um nacionalista iugoslavo, visando a unificação de todos os iugoslavos, e não me importo com que forma de estado, mas deve ser livre da Áustria". O assassinato de Francisco Ferdinando, no entanto, provocou ressentimento entre os croatas austro-húngaros e os eslovenos, que favoreciam a permanência na Áustria-Hungria.
Em resposta à eclosão da guerra, vários croatas e sérvios em exílio apoiaram a cooperação croata-sérvia contra a Áustria-Hungria com o desejo de criar uma federação baseada na cooperação entre eles. Sérvios na Sérvia, por outro lado, preferiam uma Grande Sérvia ou uma Iugoslávia centralizada que, na prática, criaria uma Grande Sérvia dentro dela. A liderança do Partido Camponês Croata e dos partidos social-democratas na Croácia e Eslovênia geralmente apoiavam um Estado federal iugoslavo que reconheceria a igualdade das nações sérvia, croata e eslovena como sub-nações distintas e separadas da nação iugoslava.
Enquanto os militares sérvios avançavam contra a Áustria-Hungria nos primeiros meses da guerra, o primeiro-ministro sérvio Nikola Pašić solicitou apoio do parlamento sérvio para apoiar os objetivos oficiais de guerra do governo sérvio que declaravam que a Sérvia apoiaria a libertação dos sérvios, croatas e eslovenos sob o domínio austro-húngaro. Pašić apoiou a criação do Comité Iugoslavo, composto por emigrantes eslavos da Áustria-Hungria. O Comité era liderado pelo iugoslavista Ante Trumbić e inicialmente composto por doze croatas (incluindo oito da Dalmácia e dois da Croácia propriamente dita), três sérvios e um esloveno. O Comité Iugoslavo pressionou os Aliados a apoiar a libertação dos povos eslavos da Áustria-Hungria. Pašić ficou consternado com a descoberta de que os Aliados haviam prometido dar à Itália uma porção substancial da Dalmácia e acreditavam que o Comitê deveria tentar convencer os Aliados de que isso era inaceitável e uma injustiça.
Em 1917, Pašić, representando o governo sérvio, e Trumbić, representando o Comitê Iugoslavo, assinaram a Declaração de Corfu na ilha grega de Corfu, declarando a intenção de criar um Estado iugoslavo então chamado de Reino dos Sérvios, Croatas e Eslovenos, que deveria ser encabeçado por uma "monarquia constitucional, democrática e parlamentar" dirigida pela dinastia sérvia, a Casa de Karađorđević.

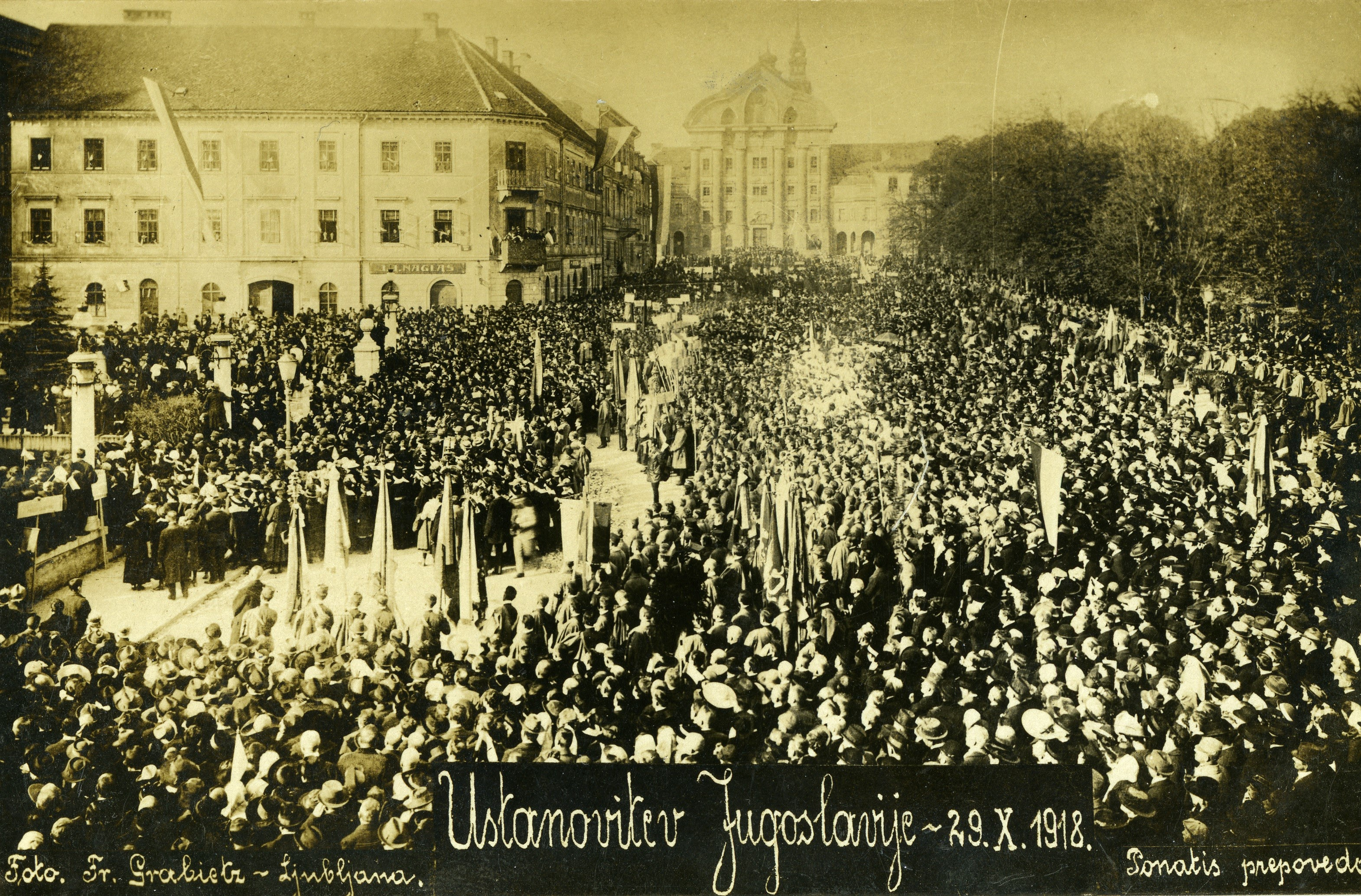
Proclamação do Estado dos Eslovenos, Croatas e Sérvios na Praça do Congresso em Liubliana, 29 de outubro de 1918

No final da Primeira Guerra Mundial, o Conselho Nacional dos Eslovenos, Croatas e Sérvios foi formado em Zagrebe. Pouco tempo depois, em 1º de dezembro de 1918, o rei Alexandre da Sérvia proclamou a existência do Reino dos Sérvios, Croatas e Eslovenos, que foi reconhecido por Belgrado e pelo Conselho Nacional em Zagrebe nos dias 28 e 29 de dezembro.

## Reino da Iugoslávia
Vladimir Dvorniković, um famoso filósofo, defendeu o estabelecimento de uma etnia iugoslava em seu livro de 1939 intitulado "A caracterologia dos iugoslavos". Suas opiniões incluíam a eugenia e a mistura cultural para criar uma nação iugoslava forte. Ele não descartou as diferenças entre as pessoas que habitavam a Iugoslávia, mas enfatizou que essas diferenças são "contingentes e temporárias e que mascaram uma unidade racial mais profunda e profunda". Ele também acreditava que "a habilidade primária dos iugoslavos é sua capacidade de se sacrificar por um objetivo maior". Dvorniković também defendeu a ideia de uma raça dinárica, e seu livro geral dá uma descrição abrangente da mitologia unitarista iugoslava. Vários grupos nacionalistas e de extrema-direita surgiram em apoio ao iugoslavismo, como a União Radical Iugoslava, a Organização dos Nacionalistas Iugoslavos (ORJUNA) e o Movimento Nacional Iugoslavo.

## República Socialista Federativa da Iugoslávia
Durante a era Titoísta, um patriotismo socialista iugoslavo foi defendido pelo governo iugoslavo. O Estado destacava que este patriotismo socialista não estava relacionado com o nacionalismo. A Liga dos Comunistas da Iugoslávia denunciou o nacionalismo, declarando que "todo nacionalismo é perigoso". O líder iugoslavo Josip Broz Tito procurou formar uma comunidade comunista de "novos povos" da Iugoslávia socialista, baseada no conceito de Fraternidade e Unidade - a "fraternidade" referindo-se à comunidade de nações que compunham a Iugoslávia socialista enquanto a "unidade" referia-se à unidade da classe trabalhadora.
A base desse patriotismo socialista foi a luta armada dos Partisans Iugoslavos contra os Poderes do Eixo que ocuparam e dividiram a Iugoslávia durante a Segunda Guerra Mundial. A Liga dos Comunistas afirmava que as diferentes nações da Iugoslávia haviam se unido em uma luta comum contra o Eixo durante a guerra e, assim, legitimaram a futura união da Iugoslávia multi-étnica. Embora isso seja historicamente correto para algumas partes da Iugoslávia, durante a guerra houve uma cooperação significativa com as potências do Eixo na Croácia, onde o Eixo estabeleceu como um Estado fantoche aliado à Itália e à Alemanha.

## Nação iugoslava
Nos primeiros dias da Iugoslávia, os influentes intelectuais Jovan Cvijić e Vladimir Dvorniković defendiam os iugoslavos como uma nação supra-étnica iugoslava que mantivesse as etnias locais, como os croatas, os sérvios e outros dentro do país.
A política de identidade não conseguiu assimilar os povos da Iugoslávia em uma identidade iugoslava. Durante o reinado do rei Alexandre I, uma identidade moderna e iugoslava foi propagada sem sucesso para apagar as identidades particularistas.

### Compare com
- Nacionalismo alemão
- Pan germanismo